# Erbio
Erbio (Ende des 8. Jahrhunderts, vielleicht auch Anfang des 9. Jahrhunderts) war ein fränkischer Adliger, der zur Familie der Geroldonen gehörte. Sein Vater war Gerold, sein Bruder Hadrian. Erbios Bedeutung liegt darin, dass er vermutlich die genealogische Verbindung zwischen den Geroldonen und dem Grafen Odo von Orléans, und damit wohl auch zu den Konradinern darstellt.
„Hadrian, der Sohn Gerolds“, stellte im Juli 793 eine Urkunde „für die Seele meines leiblichen Bruders Erbio“ aus. Daraus wird geschlossen, dass Erbio im Jahr 793 bereits verstorben war.
Mitterauer hingegen bestreitet diese Folgerung, verweist stattdessen auf eine Schenkung an das Kloster Weißenburg im Elsass aus dem Jahr 808. Im zugehörigen Dokument werden sowohl Erbio als auch seine Kinder Uado und Eugenia genannt, Mitterauer geht davon aus, dass die beiden Erbios miteinander identisch sind.

## Familie
Als Erbios Ehefrau wird eine namentlich nicht bekannte Schwester des Wilhelm von Gellone angenommen. Ihre Kinder waren:
- Eugenia, 808 bezeugt
- Odo (auch Uado), 808 bezeugt, Graf von Orléans, X 834[4]
- Wilhelm, Graf von Blois, X 834[5]